# Колефрачидо (Л'Аквила)
Колефрачидо (итал. Collefracido) је насеље у Италији у округу Л'Аквила, региону Абруцо.
Према процени из 2011. у насељу је живело 121 становника. Насеље се налази на надморској висини од 797 м.